# Aedes poicilius
Aedes poicilius är en tvåvingeart som först beskrevs av Theobald 1903.  Aedes poicilius ingår i släktet Aedes och familjen stickmyggor. Inga underarter finns listade i Catalogue of Life.